# František Mader

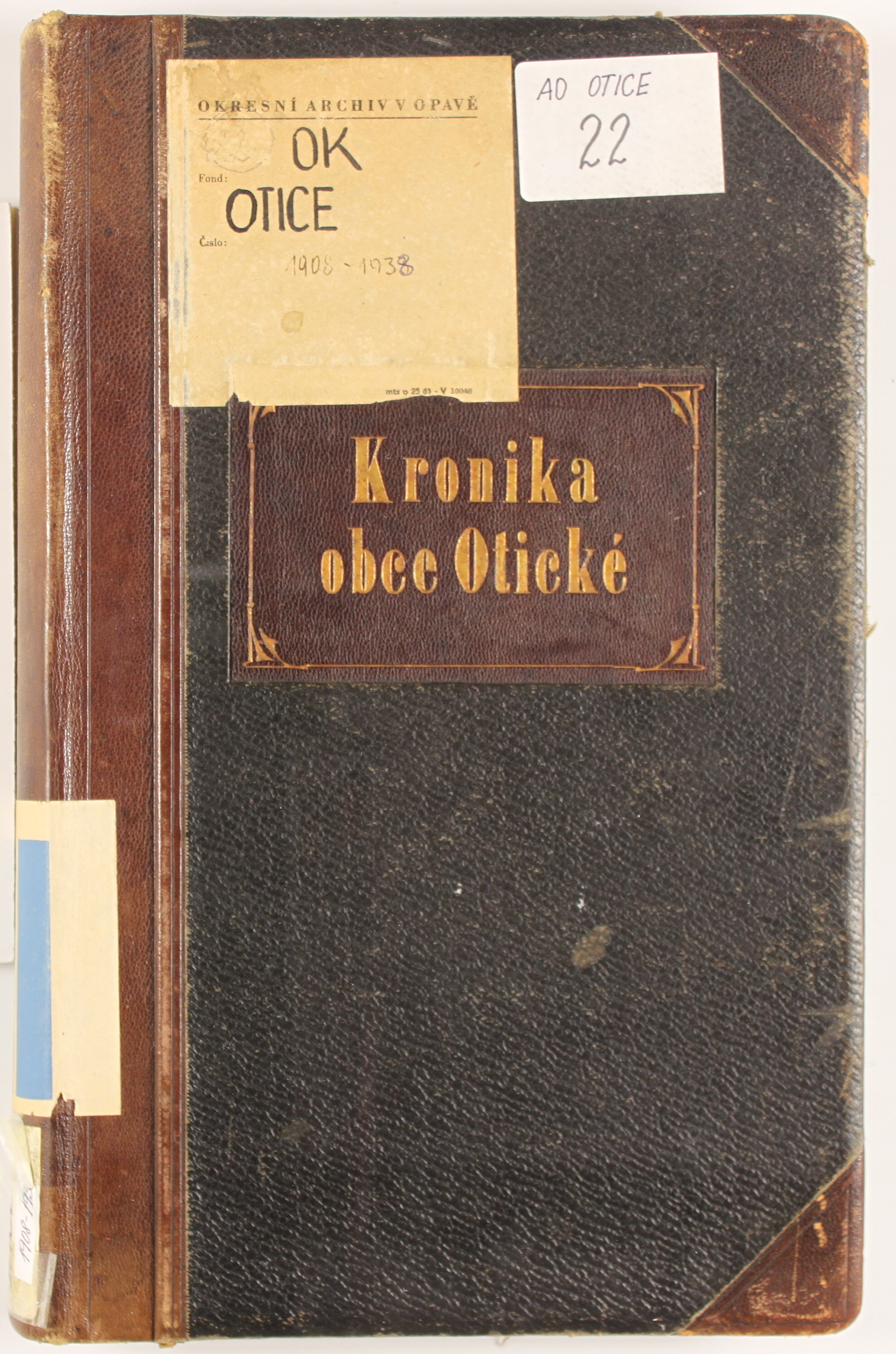
Kronika obce Otice, kterou v roce 1908 začal psát František Mader.

František Mader (11. září 1864 Kylešovice – 31. ledna 1912 Otice) byl český učitel a národní buditel na Opavsku. Řadu let působil jako řídící učitel školy v Oticích. Byl všeobecně uznávanou osobností pro svou veřejnou činnost v obci a širším okolí. Angažoval se v Matici opavské, učitelských jednotách, sboru dobrovolných hasičů a jiných spolcích. Politicky podporoval českou menšinu v rakouském Slezsku.

## Život
Narodil se r. 1864 v Kylešovicích (dnes část Opavy). Po studiích na učitelském ústavu získal první zaměstnání jako mladší učitel v Životicích (zřejmě dnešní Dolní Životice) a po několika letech byl jmenován správcem školy (nadučitelem, řídícím učitelem) v Oticích. Tam zůstal do konce života.
Aktivně se účastnil veřejného života. Roku 1891 byl jedním ze spoluzakladatelů hasičského sboru v Oticích; v prvním výboru se stal zapisovatelem a později byl zvolen čestným členem. V červnu 1892 byl zmiňován jako funkcionář Hrabyňsko-opavské jednoty, učitelského spolku. Od roku 1901 byl opakovaně volen do výboru Matice opavské, kde působil jako zástupce venkova.
Výraznou měrou se zasloužil o generální rekonstrukci školy v Oticích, provedenou v roce 1902. Byl také členem výboru Učitelské jednoty opavské a Ústředního spolku jednot učitelských.
V Ústřední hospodářské společnosti v Opavě byl jedním z revizorů.
Účastnil se i politického boje. Před volbami do Říšské rady r. 1907 neúspěšně podporoval kandidáty české národní strany ve Slezsku. O rok později měl projev na schůzi Politické jednoty Opavské v Brance. Zdůraznil zde právo slezských Čechů na úřadování v českém jazyce a vyzval obyvatele ke spořivosti.
Od roku 1908 vedl místní kroniku v Oticích. Zasedal v obecním výboru a byl dlouholetým obecním tajemníkem. Byl vzorem klidu a smířlivosti, snažil se urovnávat spory.
Počátkem roku 1912 vážně onemocněl a 31. ledna zemřel na rakovinu žaludku. Jeho pohřbu se účastnilo mnoho Čechů z celého Opavska.